# NetherRealm Studios
NetherRealm Studios є американським розробником відеоігор в Чикаго, штат Іллінойс. 

## Історія
Компанія була заснована в 2010 році назаміну WB Games Chicago Midway Games, котра в 2009 році придбала активи у  Midway Games Chicago, після того як Midway оголосив себе банкрутом.
У той час як Warner Bros. закрила більшу частину чиказької штаб-квартири Midway Games, а також студії розробки в Сан-Дієго, Каліфорнія, і Ліверпулі, Англія, вони зберегли студію розробки Midway Games Chicago, яка стала частиною Warner Bros. Interactive Entertainment (зараз Warner Bros. Games). Студія, що залишилася, була перейменована в WB Games Chicago через кілька днів. 20 квітня 2010 року студія була перереєстрована як NetherRealm Studios, замінивши WB Games Chicago.

## Розроблені ігри
| Рік  | Назва                           | Платформи                                                                                 | Нотатки |
| ---- | ------------------------------- | ----------------------------------------------------------------------------------------- | --- |
| 2011 | Mortal Kombat                   | Windows, PlayStation 3, PlayStation Vita, Xbox 360                                        | Microsoft Windows Версія розроблена компанією High Voltage Software                                                                                        |
| 2011 | Mortal Kombat Arcade Kollection | Windows, PlayStation 3, Xbox 360                                                          | |
| 2011 | Batman: Arkham City Lockdown    | Android, iOS                                                                              | |
| 2013 | Injustice: Gods Among Us        | Windows, PlayStation 3, PlayStation 4, PlayStation Vita, Wii U, Xbox 360, Android, iOS    | Версії для PlayStation 4 та Microsoft Windows розроблені компанією High Voltage Software; версія для PlayStation Vita розроблена компанією Armature Studio |
| 2013 | Batman: Arkham Origins          | Android, iOS                                                                              | |
| 2015 | Mortal Kombat X                 | Windows, PlayStation 4, Xbox One                                                          | Версія Microsoft Windows, спочатку портована компанією High Voltage Software, пізніше замінена на QLOC                                                     |
| 2015 | Mortal Kombat Mobile            | Android, iOS                                                                              | |
| 2015 | WWE Immortals                   | Android, iOS                                                                              | |
| 2017 | Injustice 2                     | Windows, PlayStation 4, Xbox One, Android, iOS                                            | Версія Microsoft Windows, портована QLOC |
| 2019 | Mortal Kombat 11                | Windows, Nintendo Switch, PlayStation 4, PlayStation 5, Xbox One, Xbox Series X/S, Stadia | Версію для Microsoft Windows перекладено QLOC; версію для Nintendo Switch перекладено Shiver Entertainment                                                 |
| 2023 | Mortal Kombat: Onslaught        | Android, iOS                                                                              | |
| 2023 | Mortal Kombat 1                 | Windows, PlayStation 5, Xbox Series X/S, Nintendo Switch                                  | Версію для Microsoft Windows портовано QLOC; версію для Nintendo Switch портовано Shiver Entertainment та Saber Interactive                                |

## Зовнішні посилання
- Офіційний сайт
- NetherRealm Studios у соцмережі «Твіттер»